# Лос-Ветеранос I (Техас)
Лос-Ветеранос I (англ. Los Veteranos I) — переписна місцевість (CDP) в США, в окрузі Вебб штату Техас. Населення — 0 осіб (2020).

## Географія
Лос-Ветеранос I розташований за координатами 27°38′1″ пн. ш. 99°13′7″ зх. д. / 27.63361° пн. ш. 99.21861° зх. д. (27.633563, -99.218584).  За даними Бюро перепису населення США в 2010 році переписна місцевість мала площу 1,03 км², уся площа — суходіл.

## Демографія
Згідно з переписом 2010 року, у переписній місцевості мешкали 24 особи в 7 домогосподарствах у складі 7 родин. Густота населення становила 23 особи/км².  Було 8 помешкань (8/км²).
Расовий склад населення:
| - 100,0 % — білих |

До двох чи більше рас належало 0,0 %. Частка іспаномовних становила 100,0 % від усіх жителів.
За віковим діапазоном населення розподілялося таким чином: 33,3 % — особи молодші 18 років, 50,0 % — особи у віці 18—64 років, 16,7 % — особи у віці 65 років та старші. Медіана віку мешканця становила 46,0 року. На 100 осіб жіночої статі у переписній місцевості припадало 200,0 чоловіків;  на 100 жінок у віці від 18 років та старших — 100,0 чоловіків також старших 18 років.
Цивільне працевлаштоване населення становило 0 осіб. 